# 荒野の洗礼者聖ヨハネ (ラ・トゥール)
『荒野の洗礼者聖ヨハネ』（こうやのせんれいしゃせいヨハネ、仏: Saint Jean-Baptiste dans le désert, 英: Saint John the Baptist in the Desert）は、17世紀フランスの巨匠ジョルジュ・ド・ラ・トゥールが1650-1652年にキャンバス上に油彩で制作した絵画である。 洗礼者聖ヨハネが荒野にいる姿を表している。同じくラ・トゥール作の『女性の横顔』とともに、現在、フランスのモゼル県のヴィック＝シュール＝セイユにあるジョルジュ・ド・ラ・トゥール県立美術館に所蔵され、美術館の最も重要な作品となっている。

## 作品

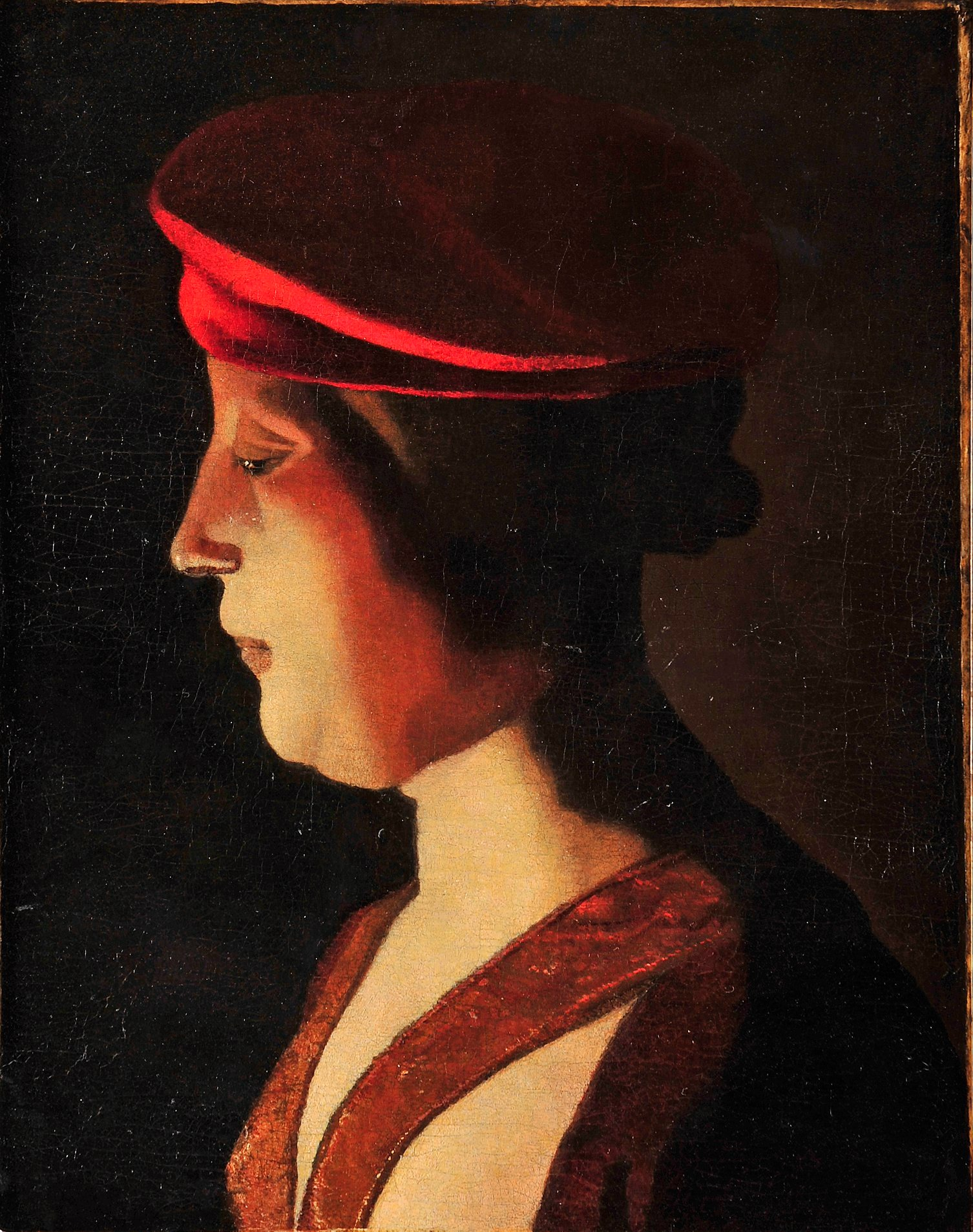
ジョルジュ・ド・ラ・トゥール『女性の横顔』 (1646-1648年)、ジョルジュ・ド・ラ・トゥール県立美術館

本作は、純粋な感動と沈黙が支配する傑作である。画面では、華奢な少年の洗礼者聖ヨハネが木の十字架に寄りかかって座りながら、イエス・キリストを象徴する子羊に草を与えている。このキアロスクーロで描かれた絵画が発見された時、それまでのラ・トゥールの作品にはなかった主題が驚嘆の的となった。横長のレイアウトは、イタリア・バロック期の巨匠カラヴァッジョを想起させる。光と色彩は非常にやわらかであるが、陰気ともいえ、ロウソクもランタンも描かれていない。

## 歴史
1993年に、この絵画はパリの競売場ドルーオで競売にかけられることになったが、ピエール・ロザンベールを初めとする専門家がラ・トゥールの作品ではないかと気づいた。その後、ルーヴル美術館にあるラ・トゥールの作品との比較検討が行われ、ラ・トゥールの作品であることが確認された。
翌年の1994年にフランス文化省は、本作に「輸出許可証明書」を与えることを拒否し、フランス国外に持ち出されることが禁止された。結局、フランス政府が、ラ・トゥール出生の地ヴィック＝シュール＝セイユのあるモゼル県のために作品を購入した。ヴィック＝シュー＝セイユの市長は、ラ・トゥールの美術館を作りたいと望んだのである。作品は現在、ルーヴル美術館の絵画部門に属しているが、2003年に開館したモゼル県のジョルジュ・ド・ラ・トゥール県立美術館に寄託されている。2021年に、絵画の所有権はルーヴル美術館からモゼル県に最終的に移管された。